# Sun Communications
Sun Communications a fost un operator de televiziune digitală și analogică, internet (broadband internet) și telefonie din Republica Moldova. Compania a fost creată în 1993. În 2001, aceasta a modernizat rețeaua prin înlocuirea cablului existent cu cel de fibră optică. Compania a avut peste 110 mii de clienți la diferite tipuri de servicii. În anul 2016, Orange Moldova a finalizat cu succes achiziția companiei, la acel moment lider pe piața din Republica Moldova.